# Station Shifnal
Shifnal is een spoorwegstation van National Rail in Shifnal, Bridgnorth in Engeland. Het station is eigendom van Network Rail en wordt beheerd door West Midland Trains. Het station is geopend in 1849.